# Grijskopstaartmees
De grijskopstaartmees (Aegithalos fuliginosus) is een zangvogel uit de familie staartmezen (Aegithalidae). De vogel behoort niet tot de familie van echte mezen (Paridae), staartmezen vormen een eigen familie.

## Verspreiding en leefgebied
Deze soort komt voor in het noordelijke deel van Centraal-China.